# A Colorado Rockies (NHL) edzőinek listája
A Colorado Rockies edzőinek listája (ez a lista nem tartalmazza a Kansas City Scouts és a New Jersey Devils edzőit).
- John Wilson 1976–1977
- Pat Kelly 1977–1978
- Pat Kelly és Aldo Guidolin 1978–1979
- Don Cherry 1979–1980
- Billy MacMillan 1980–1981
- Bert Marshall és Marshall Johnston 1981–1982